# Metro de Moscú
El Metro de Moscú (en ruso: Моско́вский метрополите́н, Moskovski metropolitén), también conocido como el «palacio subterráneo», es el sistema de metro de la ciudad de Moscú, la capital de Rusia. Fue inaugurado en 1935, es el primero del mundo por densidad de pasajeros, transportó en el año 2011 a 2388,8 millones de pasajeros y el día pico fue el 22 de noviembre de 2011 en el cual transportó a 9,27 millones de personas. Tiene 258 estaciones y una longitud de tendido subterráneo de 414,7 kilómetros (tercero en el mundo después de Londres y Nueva York) con 15 líneas.
En la línea n.º 5, con forma de anillo que se cruza con todas las otras, la megafonía indica a los viajeros el sentido en que viaja el tren utilizando voces masculinas cuando avanzan en el sentido de las agujas del reloj, y voces femeninas cuando va en sentido antihorario. En las líneas radiales, se utilizan voces masculinas cuando los trenes se acercan al centro de la ciudad, y voces femeninas cuando se alejan.

## Historia

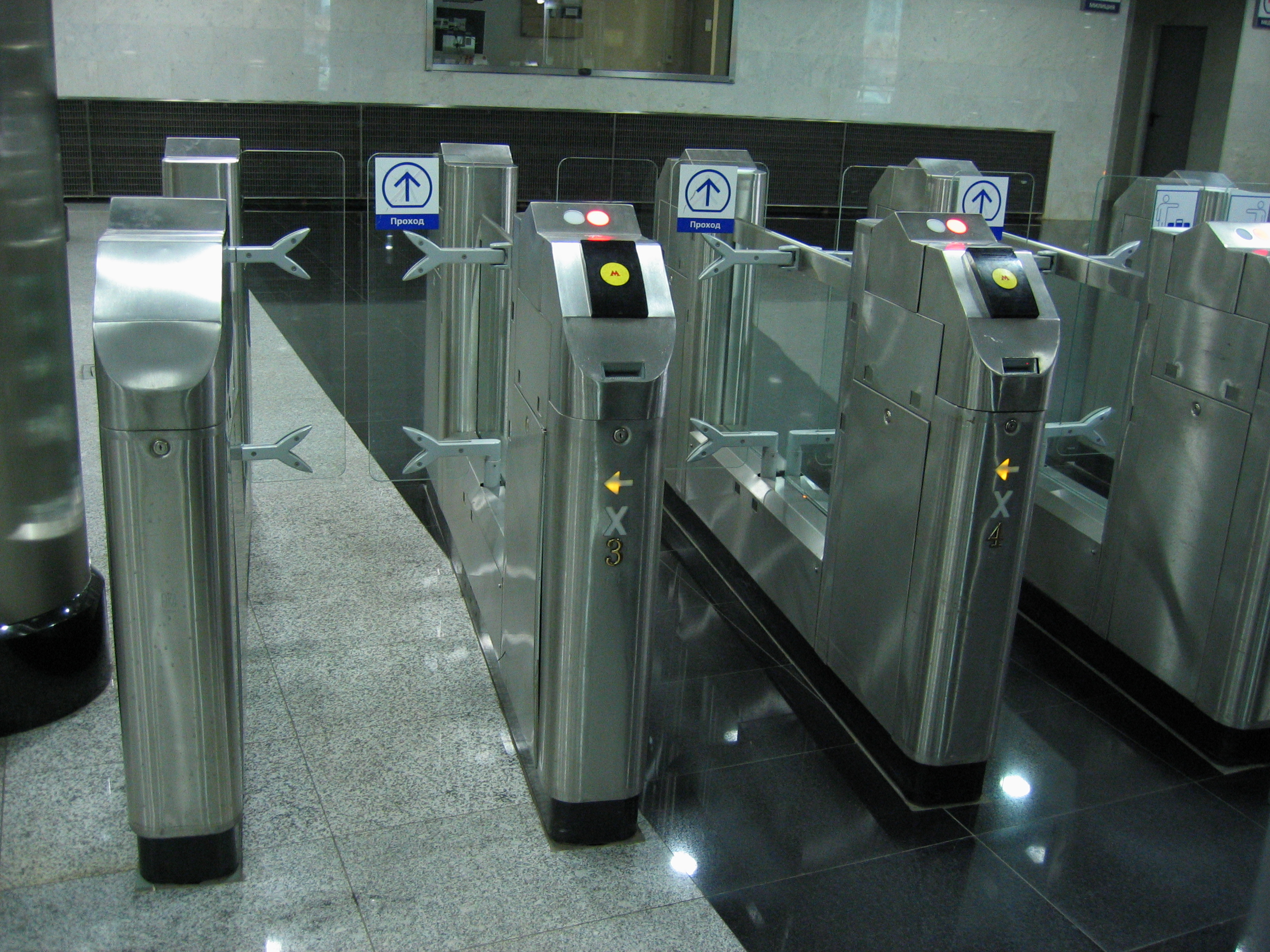
Torniquetes de acceso.

La primera línea fue abierta el 15 de mayo de 1935 entre Sokólniki y Park Kultury, con un ramal hacia Smolénskaya que fue ampliada hasta Kíevskaya en abril de 1937 (cruzando el río Moscova sobre un puente). Dos líneas más se abrieron antes de la Segunda Guerra Mundial. En marzo de 1938, la línea Arbátskaya fue ampliada hasta la estación de Kúrskaya (hoy Arbatsko-Pokróvskaya - línea azul oscuro). En septiembre de 1938, se abrió la línea Górkovsko-Zamoskvorétskaya, entre Sókol y Teatrálnaya.
Los proyectos de la tercera etapa del Metro de Moscú fueron retrasados durante la Segunda Guerra Mundial. Dos secciones del metro fueron puestas en servicio: Teatrálnaya - Avtozavódskaya (3 estaciones, cruzando el río Moscova con un túnel profundo) y Kúrskaya - Izmáilovski Park (4 estaciones).
Después de la guerra se inició la construcción de la cuarta etapa del metro, que incluía la línea Koltsevaya y la parte profunda de la línea Arbatsko-Pokróvskaya desde Plóschad Revoliútsii hacia Kíevskaya. Las razones de la construcción de la sección profunda de la estación Arbátskaya radican en el inicio de la Guerra Fría. Son profundas y están ideadas para refugiar gente en el caso de una guerra nuclear. Después de la finalización de la línea en 1953.
En la mañana del 29 de marzo de 2010, se produjeron dos atentados suicidas con bombas en el metro de Moscú. El primero ocurrió a las 7:56 (hora local) en la estación Lubianka, cerca del Kremlin de Moscú y también muy cerca del cuartel general del Servicio Federal de Seguridad ruso (FSB) ubicado en la plaza Lubianka. El segundo atentado se perpetró a las 8:39 en la estación de Park Kultury. Según el FSB, las bombas eran portadas por dos mujeres terroristas suicidas (llamadas shajidkas o viudas negras), al parecer procedentes del Cáucaso Norte.
A comienzos de 2021 se contrataron, por primera vez, mujeres conductoras. Desde la época soviética, solo los hombres podían conducir los trenes, ya que este trabajo formaba parte de la lista, creada por el gobierno, de profesiones consideradas como nocivas para la salud de las mujeres.

## Arquitectura

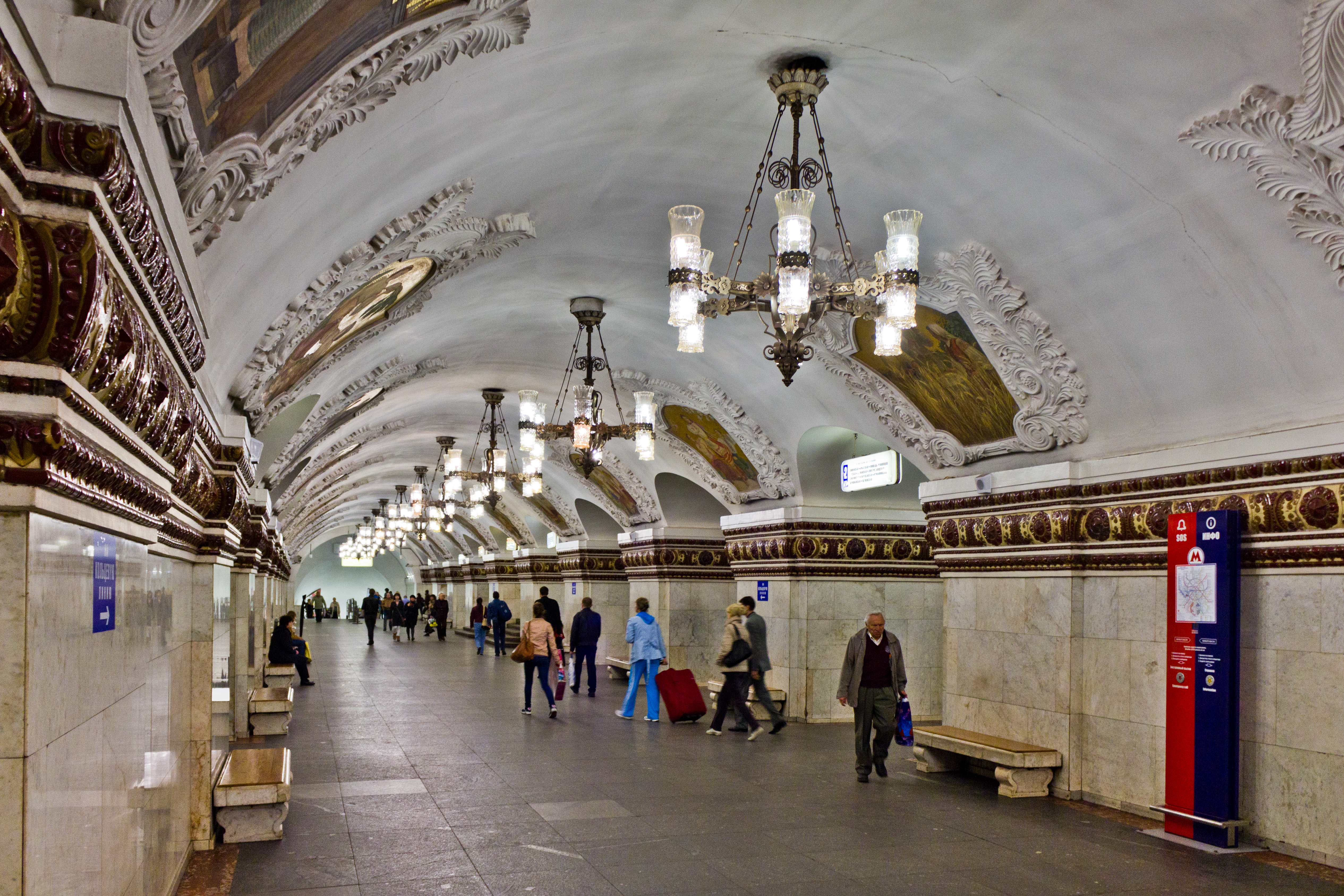
Estación Kíevskaya (Киевская).

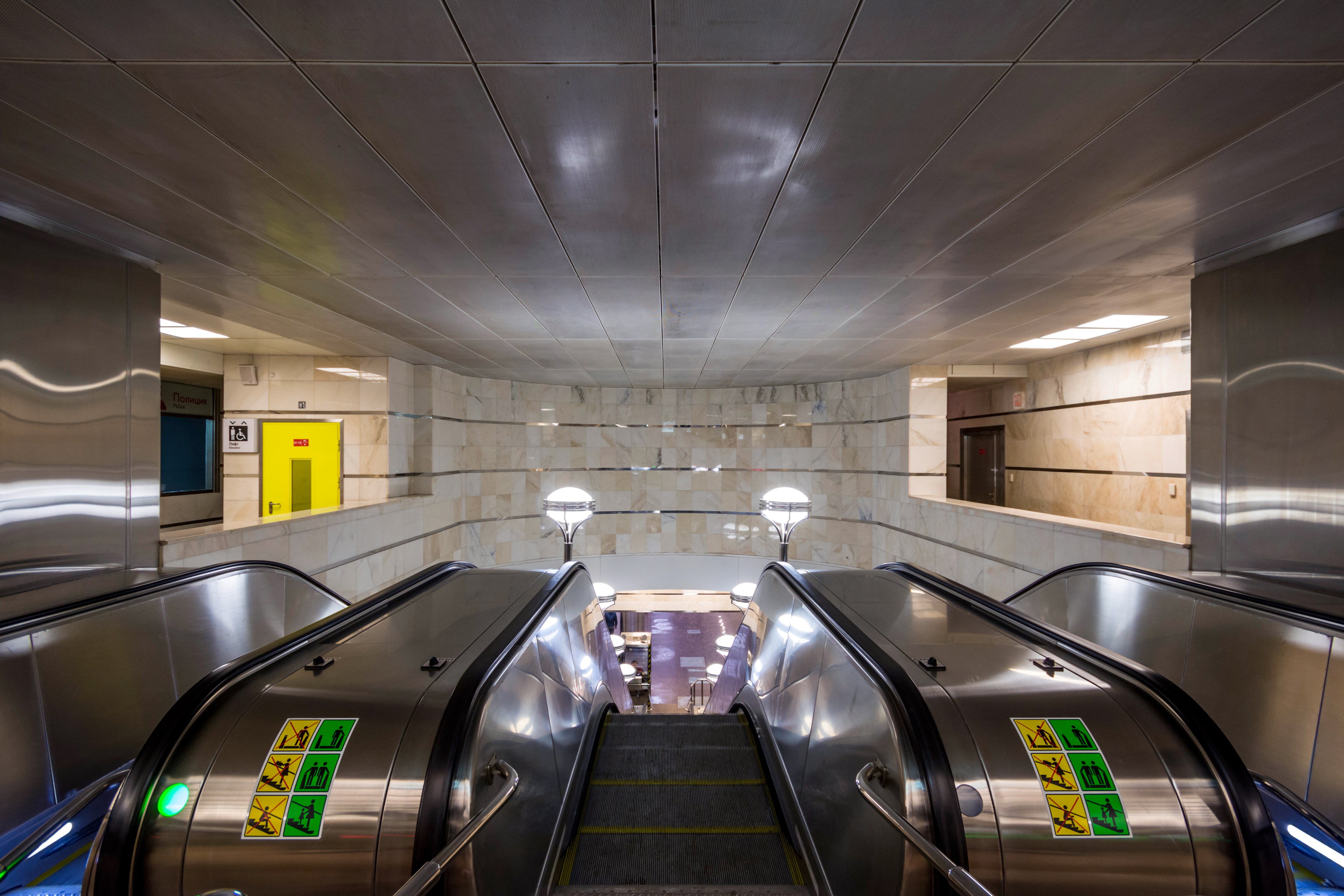
Escaleras del Metro de Moscú.

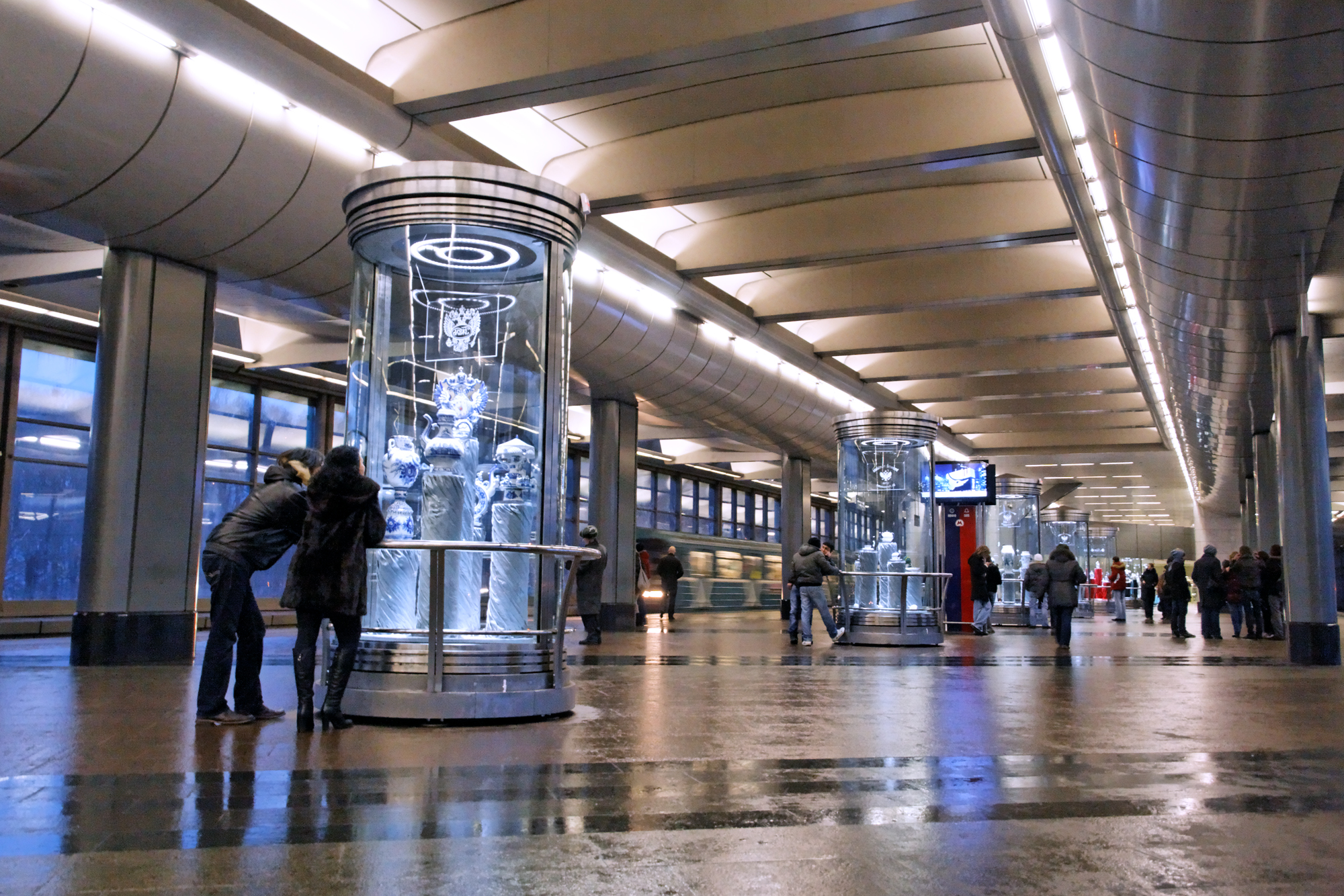
Estación Vorobiovy Gory (Воробьевы горы, Colina de los Gorriones)

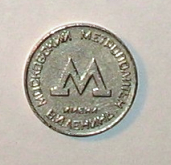
Antigua ficha de 1955 del Metro de Moscú, válida por un viaje.

Durante los años 60, la arquitectura de las estaciones varió seriamente y algunas estaciones como VDNJ y Alekséievskaya se inauguraron con mayor simplicidad que los planes originales.

## Líneas
Los colores en la tabla corresponden a los colores de las líneas en los mapas.

| # | Nombre                                                    | Inauguración | Longitud | Tiempo de viaje |
| - | --------------------------------------------------------- | ------------ | -------- | --------------- |
|   | Sokólnicheskaya (Сокольническая)                          | 1935         | 41,5 km  | 63 min          |
|   | Zamoskvorétskaya (Замоскворецкая)                         | 1938         | 42,9 km  | 61 min          |
|   | Arbatsko-Pokróvskaya (Арбатско-Покровская)                | 1938         | 45 km    | 65 min          |
|   | Filióvskaya (Филёвская)                                   | 1958         | 14,9 km  | 29 min          |
|   | Koltsevaya (Кольцевая)                                    | 1950         | 19,2 km  | 28 min          |
|   | Kaluzhsko-Rízhskaya (Калужско-Рижская)                    | 1958         | 37,9 km  | 55 min          |
|   | Tagansko-Krasnoprésnienskaya (Таганско-Краснопресненская) | 1966         | 42,3 km  | 57 min          |
|   | Kalíninskaya (Калининская)                                | 1979         | 16,3 km  | 21 min          |
|   | Sólntsevskaya (Солнцевская)                               | 2014         | 28,4 km  | 36 min          |
|   | Serpujovsko-Timiriázevskaya (Серпуховско-Тимирязевская)   | 1983         | 41.5 km  | 60 min          |
|   | Liúblinsko-Dmítrovskaya (Люблинско-Дмитровская)           | 1995         | 43,9 km  | 65 min          |
|   | Gran Circular (Большая кольцевая линия)                   | 2018         | 62,6 km  | 87 min          |
|   | Bútovskaya (Бутовская)                                    | 2003         | 10 km    | 16 min          |
|   | Monorriel (Московский монорельс)                          | 2004         | 4,7 km   | 12 min          |
|   | Circular Central (Московское центральное кольцо)          | 2016         | 54 km    | 74 min          |
|   | Nekrásovskaya (Некрасовская)                              | 2019         | 14 km    | 20 min          |
|   | Tróitskaya (Троицкая)                                     | 2024         | 25 km    | N/A             |

| # | Nombre                                           | Inauguración | Longitud | Tiempo de viaje |
| - | ------------------------------------------------ | ------------ | -------- | --------------- |
|   | Belorussko-Saviólovski (Белорусско-Савёловский)  | 2019         | 52 km    | 87 min          |
|   | Kursko-Rizhski (Курско-Рижский)                  | 2019         | 80 km    | 125 min         |
|   | Leningradsko-Kazanski (Ленинградско-Казанский)   | 2023         | 85 km    | 129 min         |
|   | Kaluzhsko-Nizhegorodski (Калужско-Нижегородский) | 2023         | 86 km    | 130 min         |

## El sistema
El Metro de Moscú tiene un ancho de vía de 1520 mm, igual que los ferrocarriles rusos y un tercer riel de 825 V CC para el suministro eléctrico.
La distancia media entre estaciones es de 1800 m, siendo la menor de 502 m entre las estaciones Výstavochnaya y Mezhdunaródnaya y la mayor de 6627 m entre las estaciones Krylátskoye y Stroguinó. Las largas distancias entre estaciones permite que la velocidad comercial promedio sea de 41,61 km/h.
Desde el comienzo de la construcción del metro de Moscú, los andenes de las estaciones se han hecho con un largo mínimo de 155 m con el fin de dar cabida a los trenes de ocho coches. Las únicas excepciones son algunas de las estaciones de la línea Filióvskaya (Delovoy Tsentr, Mezhdunaródnaya, Studéncheskaya, Kutúzovskaya, Filí, Bagratiónovskaya, Filiovski Park y Pionérskaya) que sólo admiten trenes de seis coches. 
Los trenes de las líneas 2, 6, 7, 9 y 10 constan de ocho coches, los de las líneas 1, 3, 8 de siete coches y los de las líneas 4, 5 y 11 de seis coches. Todos los vehículos (tanto la serie E como la serie 81) tiene 19,6 m de largo y cuatro puertas en ambos lados. 
Los trenes del metro de Moscú son idénticos a los utilizados en las redes de metro de otras ciudades de la antigua Unión Soviética, (como San Petersburgo, Novosibirsk, Minsk, Kiev, Járkov, etc) y en las redes de metro de ciudades de antiguos países del bloque soviético, como Budapest, Sofía y Varsovia. 
Línea L1 es llamada "metro ligero". Fue diseñada con normas diferentes al resto del sistema y sus andenes tiene solo 96 m de largo. Emplea los nuevos trenes Rúsich que constan de tres coches articulados, aunque admite trenes de cuatro coches. El material rodante de las líneas Filióvskaya y Arbatsko-Pokróvskaya ha sido sustituido por trenes Rúsich de cuatro coches y cinco coches.

### Tipos de trenes
| Tipo de vagón                | Fecha de entrega | Periodo en servicio |
| ---------------------------- | ---------------- | ------------------- |
| А/Б ("A/B")                  | 1934–39          | 1935–75             |
| B ("V", earlier C)           | 1927–30          | 1946–68             |
| Г ("G")                      | 1939–40, 1946–56 | 1940–83             |
| Д ("D")                      | 1955–63          | 1955–95             |
| E/Ем/Еж ("E/Em/Ezh")         | 1959–79          | 1962–2020           |
| 81-717/714                   | 1976–2011        | 1977 ff.            |
| И ("I", 81-715/716)          | 1974, 80–81, 85  | —                   |
| 81-720/721 "Yauza"           | 1991–2004        | 1998–2019           |
| 81-740/741 "Rúsich"          | 2002–2013        | 2003 ff.            |
| 81-760/761 "Oká"             | 2010–2016        | 2012 ff.            |
| 81-765/766/767 "Moskvá"      | 2016–2020        | 2017 ff.            |
| 81-775/776/777 "Moskvá 2020" | 2020 ff.         | 2020 ff.            |

### Estaciones
El metro de Moscú tiene 199 estaciones de las cuales 72 son subterráneas a gran profundidad y 87 subterráneas a poca profundidad. Existen además 12 estaciones a nivel del suelo y 5 estaciones elevadas. Como ejemplos, la estación Park Pobedy (Парк Победы) está a 84 metros bajo tierra y la estación Vorobiovy Gory (Воробьевы горы) se encuentra en un puente a 15 metros sobre el nivel del suelo.
También hay cuatro estaciones preparadas para futuros servicios: Tróitse-Lýkovo en Arbatsko-Pokróvskaya.

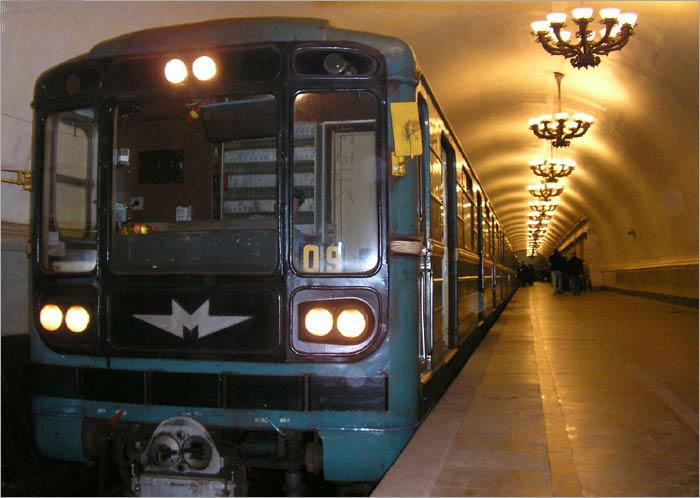
Tren de la Unión Soviética.